# 단군의 땅
《단군의 땅》은 일반에 서비스된 한국 최초의 MUD 게임 중 하나이다. 과기대 학생이었던 김지호 등이 KAIST 캠퍼스에서 두 달가량 개발해 1993년 말에 완성했다. 이들은 이전에도 디꾸머드 소스를 수정해 KIT 머드를 만들기도 했다. KIT 머드는 국내에서 처음 만든 MUD로 추정된다. 개발팀과 장인경 사장의 인연으로 단군의 땅은 마리텔레콤을 통해 출시되었고, 1994년 8월 1일, PC통신 나우컴을 통해 일반 PC통신 사용자를 대상으로 최초 서비스되었다.

## 같이 보기
- MUD
- 쥬라기 공원 (온라인 게임)
- 바람의 나라 (온라인 게임)

## 참고 자료
- 한국 인터넷의 역사 - 되돌아보는 20세기 - 5장. 온라인 게임
- 한국인터넷역사프로젝트 - 김지호 인터뷰
- 송재경, "한국 온라인 게임의 역사," 제1회 인터넷역사워크샵, 2012년 3월 17일.